# Héctor Vargas Haya
Héctor Vargas Haya (Rioja, San Martín, 29 de marzo de 1938) es un político, periodista y profesor universitario peruano. Militante del Partido Aprista, del que se distanció a fines del siglo XX. Fue diputado por Loreto (1963-1968), diputado constituyente (1978-1979), diputado por Lima (1980-1990), presidente de la Cámara de Diputados (1988-1989), fundador y presidente del Parlamento Amazónico.

## Biografía
Fue hijo del hacendado José Vargas Acosta y Eliecer Haya López de Vargas. Cursó su educación primaria en su ciudad natal y la secundaria en el Colegio Serafín Filomeno de Moyobamba. Luego ingresó a la Universidad Nacional Mayor de San Marcos de Lima, donde se tituló de periodista profesional. Asimismo, obtuvo un doctorado en Letras por la Universidad de San Martín de Porres.
Fue secretario y relator de la Corte Superior de Justicia de Loreto, así como Notario Público en Iquitos, hasta 1962. Instalado en Lima, se dedicó a la docencia, como profesor de la Facultad de Economía de la Universidad Nacional Federico Villarreal y de la Facultad de Letras de la Universidad de San Martín de Porres.
Desde muy joven militó en el Partido Aprista Peruano, sufriendo persecuciones y detenciones. En 1963 fue elegido diputado por Loreto, iniciando así su carrera parlamentaria, caracterizada por su rol fiscalizador y sus iniciativas para frenar la corrupción pública. Presidió la Comisión Investigadora del Contrabando (escándalo de corrupción que estalló durante el primer gobierno de Fernando Belaúnde Terry y que involucró a miembros del gobierno), labor que quedó inconclusa debido al golpe de Estado, encabezado por el general Juan Velasco Alvarado, el 3 de octubre de 1968. Sus investigaciones las plasmó en un libro, titulado Contrabando, cuya publicación se frustró en 1970 por obra del gobierno de facto, que confiscó la edición. Finalmente fue publicada en 1976, durante la segunda fase de la dictadura militar, presidida esta vez por el general Francisco Morales Bermúdez.
Por entonces, ejerció también cargos relevantes en el Partido Aprista, entre ellos la Secretaría Nacional de Propaganda (1965-1968) y la Secretaría General Colegiada (1970-1974).
Posteriormente fue elegido diputado nacional a la Asamblea Constituyente de 1978-79, la misma que fue presidida por Víctor Raúl Haya de la Torre, el líder del aprismo. 
En 1980 fue elegido diputado por Lima, siendo  reelegido en 1985, esta vez representando a Lima Provincias. Fue elevado a la Presidencia de su Cámara, que ejerció de 1988 a 1989. Durante su gestión promovió la creación del Parlamento Amazónico, que se estableció en Lima el 18 de abril de 1989, y cuya presidencia ejerció en dos ocasiones (1989-1990 y 1991-1992). 
En 1990, decepcionado de la gestión de Alan García, renunció públicamente a integrar la lista parlamentaria aprista. Se distanció de la militancia aprista y se abocó a su labor de escritor.

## Condecoraciones
- Gran Cruz de la Orden del Sol del Perú

## Obras
- Contrabando (1970, 1976 y 2006)
- El calvario de un libro (1975)
- Amazonía: realidad o mito (1977)
- Defraudadores y contrabandistas (1977)
- Anecdotario del contrabando (1980)
- Democracia o farsa (1984)
- Parlamento y moral política (1991)
- Frustración democrática y corrupción en el Perú (1994)
- Perú: un país mutilado (1998)
- Anecdotario político (1999)
- Hacia la reforma del Estado (2001)
- Dislates (2002)
- Perú: 184 años de corrupción e impunidad (2005)
- Iquitos: hazaña de la civilización (2007-2008 y 2010)
- Antología de traiciones (2010)